# 蘇原バスストップ
蘇原バスストップ（そはらバスストップ）は、岐阜県岐阜市と各務原市の境界、東海北陸自動車道上にあるバス停留所である。

## 概要
権現山トンネルを抜けた東約200mの県道93号と交差する付近にある。名称は所在地付近の地名（各務原市蘇原宮代町）による。
「高速各務原」の名で呼ばれることが多く、本線上の案内標識でもこの名称が小さく併記されている。岐阜・名古屋方面、美濃・郡上・白川郷方面の高速バスが停車する。

## 停車する路線
旅客案内上では高速各務原（こうそくかかみがはら）と称する。
岐阜バス
- 高速美濃・関 - 名古屋線（名鉄バスと共同で運行）
赤土坂BS - 高速各務原BS - 栄BS
- 高速八幡線
JR岐阜 - 高速各務原BS - 高速関BS
- 高速高山線（濃飛バスと共同運行）
名鉄岐阜 - 高速各務原BS[1] - 高速関BS - 高山濃飛バスセンター
- 高速白川郷線
名鉄バスセンター - 高速各務原BS - 高速関郡上八幡城下町プラザ[2][3]

加越能バス
- 高速高岡・砺波線[4]
名鉄バスセンター - 高速各務原BS - 高岡駅前・加越能バス本社前

## かつて停車していた路線
岐阜バス
- 高速八幡名古屋線[5]
名鉄バスセンター - 高速各務原BS - 高速関BS

## アクセス
- 各務原市ふれあいバス那加線・東西線「高速各務原バス停口」停留所下車、徒歩で約1分。
- 岐阜バス尾崎団地線「北洞」停留所下車、徒歩で約5分。
  - 加越能バスが運行する高速高岡氷見線利用時は、当バス停下車時に岐阜バスターミナルまでの乗継用乗車券を無料発券することができる。反対に岐阜バスターミナルから利用する場合は、バスターミナル窓口で高速バス乗車券購入時に乗継用乗車券を発券することになる[6]。
- 県道93号川島三輪線

## 隣
岐阜各務原IC - 蘇原BS - 関IC